# Championnat des Samoa américaines de football 2008
Navigation
Saison précédente Saison suivante
La saison 2008 du Championnat des Samoa américaines de football est la trente-troisième édition de la FFAS Soccer League, le championnat de première division aux Samoa américaines. Les treize formations participantes sont regroupées au sein d'une poule unique où elles s'affrontent une seule fois. Il n'y a pas de relégation à l'issue de la compétition.
C'est le club de Pago Youth qui remporte le championnat cette saison après avoir terminé en tête du classement final, avec quatre points d'avance sur Black Roses FC et Renegades FC. Il s’agit du tout premier titre de champion des Samoa américaines de l'histoire du club.

## Les clubs participants
- Peace Brothers
- SKBC FC
- Pago Youth
- Tafuna Jets
- PanSa Mens
- Utulei Youth
- Ilaoa et To'omata
- Renegades FC
- Black Roses FC
- Fagasa Youth
- Fagatogo FC
- Green Bay Faga'alu
- Lion Heart FC

## Compétition
Le barème de points servant à établir le classement se décompose ainsi :
- Victoire : 3 points
- Match nul : 1 point
- Défaite : 0 point

| Rang | Équipe                   | Pts | J  | G  | N | P  | Bp | Bc | Diff |
| ---- | ------------------------ | --- | -- | -- | - | -- | -- | -- | ---- |
| 1    | Pago Youth               | 34  | 12 | 11 | 1 | 0  | 48 | 19 | +29  |
| 2    | Black Roses FC           | 30  | 12 | 10 | 0 | 2  | 90 | 20 | +70  |
| 3    | Renegades FC             | 30  | 12 | 10 | 0 | 2  | 40 | 19 | +21  |
| 4    | PanSa Mens               | 24  | 12 | 8  | 0 | 4  | 58 | 20 | +38  |
| 5    | Tafuna Jets              | 24  | 12 | 8  | 0 | 4  | 48 | 19 | +29  |
| 6    | Lion Heart FC            | 23  | 12 | 7  | 2 | 3  | 50 | 15 | +35  |
| 7    | Fagasa Youth             | 17  | 12 | 5  | 2 | 5  | 39 | 33 | +6   |
| 8    | Fagatogo FC              | 15  | 12 | 5  | 0 | 7  | 34 | 54 | -20  |
| 9    | Green Bay Faga'alu       | 13  | 12 | 4  | 1 | 7  | 36 | 51 | -15  |
| 10   | SKBC FC                  | 9   | 12 | 3  | 0 | 9  | 15 | 74 | -59  |
| 11   | Peace Brothers           | 7   | 12 | 2  | 1 | 9  | 20 | 56 | -36  |
| 12   | Ilaoa et To'omata        | 4   | 12 | 1  | 1 | 10 | 15 | 57 | -42  |
| 13   | Utulei Youth disqualifié | 0   | 12 | 0  | 0 | 12 | 3  | 65 | -62  |

|  | Champion des Samoa américaines 2008 |
|  | Disqualifié du championnat          |

- Utulei Youth est disqualifié de la compétition après la 8e journée après trois forfaits consécutifs.

## Bilan de la saison
| Championnat des Samoa américaines de football 2008 |                        |
| Champion                                           | Pago Youth (1er titre) |
| Qualifications continentales                       |                        |
| Ligue des champions de l'OFC 2009-2010             | Aucun                  |
| Promotions et relégations                          |                        |
| Promus en FFAS Soccer League                       | Aucun                  |
| Relégués                                           | Aucun                  |